# Менахем Авідом
Менахем Авідом (власне: Малер-Калькштейн; 6 січня 1908, Станиславів, Королівство Галичини і Володимирії, Австро - Угорщина— 5 серпня 1995, Тель-Авів, Ізраїль) — ізраїльський композитор, педагог, музичний критик.

## Біографія
Народився 6 січня 1908 року в Станиславові на Прикарпатті в родині Ісака Калькштейна і Олени Малер, небоги Густава Малера. 1925 року емігрував разом з батьками до Палестини. Навчався в Паризькій консерваторії (1928–1931, клас А. Рабо), а в 1931–1934рр — інспектор департаменту шкільної освіти в Єгипті. 
Протягом 1935-1946 років викладав теорію музики в консерваторії та педагогічному коледжі в Тель-Авіві. В 1945—1952 роках — генеральний секретар Ізраїльського філармонічного оркестру, а в 1952—1955 роках — радник з питань мистецтва в Міністерстві туризму. У 1955-1980 роках — генеральний директор Асоціації композиторів, авторів і музичних видавців в Ізраїлі (АКУМ) і голова Спілки композиторів Ізраїлю (до 1971 року). 1982 року Авідома було обрано довічним почесним головою Спілки композиторів Ізраїлю.
Композиторське письмо М. Авідома вирізняється інтонаційним синтезом стилістичних елементів музики Сходу з єврейським фольклором (зокрема, вияскравленням танцювальної фольклорної ритміки). 
Помер 5 серпня 1995 в Теля - Авіві.

## Вибрані праці
- автор першої ізраїльської опери  «Олександра з династії Хасмонеїв» (1959),
- опера «Із роду в рід» (1955),
- «Крутій» (1967), «Нове вбрання короля» (1976),
- драматичні сцени «Печера Іодфата» (1978)
- радіоопери«Прощання» (1969),
- балет «Перлина і корал» (1971);
- «Енігма»  (1962).
- «Пастораль»
- «Хорі» з 1-ї Симфонії,
- «Скерцо» з 3-ї Симфонії,
- друзькі танці «Дебка» з фіналу 5-ї Симфонії.

## Нагороди
- Державна премія Ізраїлю в галузі музики (1961р)
- Державна премія Ізраїлю в галуз престижних звань (1958р.)
- член Міжнародного інституту мистецтва і літератури FIAL (1991р.)
- почесний доктор музикознавства Лондонського інституту прикладних досліджень,
- кавалер ордена Урсинії (Німеччина, 1991).